# Матейко, Анатолий Семёнович
Анатолий Семенович Матейко (укр. Анатолій Семенович Матійко; род. 14 июля 1947, Бобринец, Кировоградская область) — украинский деятель, хирург, главный врач украинского консультативно-диагностического центра матери и ребёнка. Народный депутат Украины 1-го созыва.

## Биография
Родился в семье служащих.
В 1965—1966 годах — автослесарь АТП 11432 города Алушты Крымской области; матрос-спасатель.
В 1966—1972 годах — студент Крымского государственного медицинского института, хирург.
В 1972—1973 годах — хирург-травматолог Ольшанской центральной районной больницы Кировоградской области.
В 1973—1974 годах — преподаватель хирургии Кировоградского медицинского училища и травматолог Кировоградской областной больницы.
В 1974—1975 годах — заведующий отделом переливания крови в городе Алуште Крымской области.
В 1975—1978 годах — хирург Алуштинской центральной городской больницы Крымской области.
Член КПСС с 1976 по 1991 год.
В 1978—1980 годах — клинический ординатор хирургии на базе Крымского медицинского института.
В 1980—1993 годах — хирург, начальник медицинской части Алуштинской центральной городской больницы Крымской области.
18 марта 1990 года избран народным депутатом Украины, 2-й тур, 67,17 % голосов, 10 претендентов. Входил в группу «За социальную справедливость». Председатель подкомиссии Комиссии ВР Украины по вопросам Чернобыльской катастрофы.
С 1993 года — главный врач украинского консультативно-диагностического центра матери и ребёнка.
Окончил заочно юридический факультет Киевского национального университета имени Тараса Шевченко.
Работал начальником Управления охраны здоровья пострадавших Департамента по вопросам преодоления последствий Чернобыльской катастрофы Министерства Украины по вопросам чрезвычайных ситуаций и по делам защиты населения от последствий Чернобыльской катастрофы.

## Награды
- Знак «Отличник здравоохранения» (1989)

## Ссылка
- Матийко Анатолий Семенович
- Матийко Анатолий Семенович